# アリス・フェイ
アリス・フェイ（Alice Faye、本名：Alice Jeane Leppert、1915年5月5日 - 1998年5月9日）は、アメリカ合衆国で活躍した歌手・女優である。

## 略歴
ニューヨークで生まれ、ボードビルの舞台からブロードウェイに進出し、1934年にリリアン・ハーヴェイの代役としてフォックス映画『乾杯の唄』で映画デビューを果たした。
20世紀フォックス成立後の30年代後半になって『シカゴ』（1937）『世紀の楽団』（1938）『ワシントン広場の薔薇』（1939）といったタイロン・パワーとの共演作により人気が頂点を迎える。40年代前半にはテクニカラーミュージカル作品への出演で人気を保った。 
1945年、フィルム・ノワール作品『堕ちた天使』にダナ・アンドリュースとリンダ・ダーネルと共に主演したのを最後に映画から遠ざかり、夫フィル・ハリス（1941年結婚）とラジオ・テレビで共演した。
1998年5月9日、カリフォルニア州ランチョミラージュで胃ガンのため亡くなった。満83歳没。

## フィルモグラフィ
- 乾杯の唄 George White's Scandals (1934)
- Now I'll Tell (1934) ※日本劇場未公開
- 水兵万歳 She Learned About Sailors (1934)
- 聖林三百六十五夜（デカメロン） 365 Nights in Hollywood (1934)
- ジョージ・ホワイツ一九三五年スキャンダルス George White's 1935 Scandals (1935)
- 夜毎八時に Every Night at Eight (1935)※パラマウント映画
- 聖林スター合戦 Music Is Magic (1935)
- バーレスクの王様 King of Burlesque (1936)
- テンプルの福の神 Poor Little Rich Girl (1936)
- テンプルの上海脱出 Stowaway (1936)
- 陽気な街 On the Avenue (1937)
- You Can't Have Everything (1937)※日本劇場未公開
- Wake Up and Live (1937)※日本劇場未公開
- スイングの女王 You're a Sweetheart (1937) ※ユニバーサル映画
- シカゴ In Old Chicago (1937)
- Sally, Irene and Mary (1938) ※日本劇場未公開
- 世紀の楽団 Alexander's Ragtime Band (1938)
- 紅の翼 Tail Spin (1939)
- ワシントン広場の薔薇 Rose of Washington Square (1939) ※日本劇場未公開
- Hollywood Cavalcade (1939) ※日本劇場未公開
- Barricade (1939) ※日本劇場未公開
- 大紐育 Little Old New York (1940)
- Lillian Russell (1940) ※日本劇場未公開
- Tin Pan Alley (1940) ※日本劇場未公開
- That Night in Rio (1941) ※日本劇場未公開
- The Great American Broadcast (1941) ※日本劇場未公開
- Week-End in Havana (1941) ※日本劇場未公開
- Hello Frisco, Hello (1943) ※日本劇場未公開
- バズビー・バークリーの集まれ!仲間たち The Gang's All Here (1943) ※日本劇場未公開
- 堕ちた天使 Fallen Angel (1945) ※日本劇場未公開
- ステート・フェア State Fair (1962)
- 名犬ウォン・トン・トン Won Ton Ton: The Dog Who Saved Hollywood (1976)
- Every Girl Should Have One (1978) ※日本劇場未公開
- ラッシー The Magic of Lassie (1978)